# 토르콰토 타소 (희곡)
토르콰토 타소(Torquato Tasso)는 독일인 극작가 요한 볼프강 폰 괴테의 고전주의 극작 스타일을 보여 주는 희곡이다. 실존 인물 토르콰토 타소의 생애를 각색했다. 예술가로서 고뇌, 아집, 작품의 완성도에 대한 집착, 그로 인해 겪는 주변인과의 갈등이 묘사된다.

## 내용
토르콰토 타소는 르네상스 시대 이탈리아 문학을 대표하는 시인으로 1554년 소렌토에서 태어났다. 아버지는 시인이자 외교관이었는데 정치적 갈등에 휘말려 아들과 함께 고향에서 추방된다. 이 사건으로 고향에 남은 가족들은 일생을 어두운 그늘 속에서 보내게 되고 타소는 타향을 전전하며 어려운 소년 시절을 보내지만 어려서부터 시재를 인정받는다. 에스테가의 궁정 시인이 되어 다른 임무를 맡지 않고 공작 자매의 애호를 받으며 창작에 전념하게 되나 경제적으로 영주에게 얽매인다. 타소는 영웅적 목가극 〈아민타〉(1573), 십자군 전쟁을 소재로 한 장편 서사시 〈해방된 예루살렘〉(1575)으로 명성을 얻는다. 그러나 이런 문학적 성취는 궁정에서 시기를 불러일으킨다. 영주의 총애를 둘러싸고 타소와 경쟁하던 정신들이 그를 시기하고 모함한다. 소모적 논쟁은 타소의 정신 건강을 해친다. 이때부터 타소는 궁정의 법도에 어긋나는 행동을 하게 된다. 한 번 도주했다가 다시 페라라로 돌아온 타소는 광란 상태에서 공작의 가족에게 욕설을 퍼붓는 무례를 범해 정신병원에 수용된다. 1586년 만토바 공작의 청원으로 풀려난 타소는 만토바로 간다. 그사이 〈행방된 예루살렘〉이 그의 동의 없이 출간되었다. 제목도 그가 붙인 것이 아니다. 타소는 유랑 생활을 하다 1595년 시인으로서 최고 명예인 계관(桂冠) 직전 로마에서 사망한다.
타소의 생애는 18세기 후반 독일 식자층 사이에 유명한 전설이었다. 괴테 시대의 사람들에게 타소는 우울증에 시달리는 극단적인 성향의 시인이었다. 타소의 생애에 허구를 보태 그를 전설적인 인물로 만든 것은 타소의 전기를 쓴 만조(Manso)다. 괴테는 어려서 독일 식자층의 필독서였던 〈해방된 예루살렘〉을 읽었고 그 인상을 《빌헬름 마이스터의 수업 시대》에도 남겼다. 일찍이 타소에게 관심을 가졌던 괴테는 1780년 이 시인의 비극적 삶을 소재로 희곡을 쓰기로 결심하고 펜을 들지만 1781년에 아무 설명도 없이 갑자기 집필을 중단한다. 그러다가 이탈리아 여행 중이던 1787년에 〈타소〉를 끝내겠다는 뜻을 밝힌다. 그러고도 1년 반이 지나 바이마르로 돌아온 후에야 탈고한다.
괴테의 타소는 공작의 후원과 보호 아래 오직 시만 짓는 궁정 시인이다. 그의 임무는 궁정과 영주를 찬양하는 일이다. 마침내 오래 끌던 〈해방된 예루살렘〉을 탈고하고 원고를 공작에게 바친다. 그 대가로 공작의 누이 레오노레가 베르길리우스의 흉상에 있던 월계관을 타소에게 씌워 준다. 이 대관은 이 대관으로 타소는 뜻밖의 회의에 빠진다. 시인의 마음속 깊은 곳에 잠들어 있던 시 창작의 진정한 의미에 대한 의문이 일기 시작한 것이다.
타소의 고뇌와 절망은 예술가로서, 작가로서 괴테가 마주해야 했던 고민의 지점에 있었다. 괴테가 타소의 생애에 연민을 갖고 그를 영웅적 천재 시인으로 묘사한 이유일 것이다.